# Le Nouvel Ordre mondial (Wells)
The New World Order
Pour les articles homonymes, voir Nouvel ordre mondial.
Le Nouvel Ordre mondial (The New World Order) est un essai de H. G. Wells, publié par l'éditeur londonien Secker & Warburg en  1940, et traduit en français en 2018, dans lequel l'auteur propose un cadre fonctionnaliste afin de guider le monde vers la paix. Pour atteindre ces objectifs, Wells prône la formation d'un gouvernement mondial socialiste et scientifiquement planifié en vue de la défense des droits de l'homme.
C'est le déclenchement de la Seconde Guerre mondiale qui décide Wells à écrire cet essai. Wells est en effet préoccupé par l'absence de déclaration claire d'objectifs pour l'entrée en guerre des Alliés ce qui risquait de conduire au maintien de l'équilibre des pouvoirs préexistant. Sans une révolution dans les  affaires internationales et sans l'établissement des droits de l'homme, écrit Wells, de nouvelles guerres destructrices seront inévitables.
Le Nouvel Ordre mondial reçoit à sa parution des éloges pour son imagination, mais est également critiqué en raison du manque de précisions techniques et de l'accent mis sur la collectivisation.
C'est aussi dans Le Nouvel Ordre mondial  que Wells publie sa première version d'une déclaration des droits de l'homme qui servira de modèle à son travail sur la Déclaration Sankey des droits de l'homme de 1940. En 1947, les deux déclarations sont utilisées comme travaux consultatifs par la Commission des droits de l'homme des Nations Unies pour la rédaction de la Déclaration universelle des droits de l'homme publiée en 1948.

## Contexte
En 1940, les œuvres de science-fiction de H.G. Wells ont déjà atteint un large public, couvrant les grandes idées émergentes au début du XXe siècle. Son exploration utopique de concepts tels que le changement technologique, l'évolution, l'identité et les nouvelles formes de gouvernance mondiale a amené les chercheurs à le décrire comme « le père de la science-fiction ». L'auteur britannique George Orwell, un critique sévère de Wells, déclare notamment qu'aucun écrivain entre 1900 et 1920 n'avait autant influencé la jeunesse que Wells. Selon lui, « les intellectuels nés au début de ce siècle sont, dans un certain sens, la propre création de Wells ».
Jusqu'alors, Wells dans ses œuvres non-fictionnelles analysait surtout les problèmes de son temps, insistant constamment sur la nécessité d'un gouvernement mondial socialiste et cosmopolite pour résoudre les problèmes sociaux modernes. Selon lui, les innovations technologiques en rendant le monde plus petit représentaient une opportunité de l'unifier. L'universitaire John Partington a soutenu que Wells « a promu, des années en avance sur son temps, bon nombre des politiques et des réalités internationalistes de la période post-1945 ». Partington soutient également que Wells est le premier à formuler une explication théorique du fonctionnalisme international. Alors que Wells est devenu plus insistant sur son soutien au fonctionnalisme international tout au long de sa carrière, la publication du Nouvel Ordre mondial a été la première fois qu'il a commencé à condamner d'autres modèles de gouvernement transnational.
Les contemporains de Wells ont pour la plupart ignoré ses appels à la formation d'un État mondial, sa proposition étant considérée comme trop irréaliste pour être mise en œuvre politiquement. Sa fiction utopique est également parodiée aussi bien par Aldous Huxley dans Le Meilleur des mondes que par George Orwell dans Un peu d'air frais.
Dans l'entre-deux-guerres, Wells est l'un des premiers membres de deux organisations de la société civile, le PEN et le National Coucil for Civil Liberties (NCCL),, qui défendent principalement le droit humain à la liberté d'expression. Cependant, avec la montée du parti nazi en Allemagne et du fascisme en Espagne, les deux organisations deviennent de plus en plus politiques en promouvant des causes humanistes et pacifistes. Dans Le Nouvel Ordre mondial, Wells exhorte ses lecteurs à rejoindre le NCCL, soulignant qu'il s'agit d'un « devoir en tant que citoyen du monde ».
En octobre 1939, un mois après la déclaration de guerre du Royaume-Uni à l'Allemagne nazie, Wells lance une campagne publique visant à faire des droits de l'homme un sujet de préoccupation internationale. Dans une lettre au Times il appelle à un « grand débat » afin d'établir la finalité des batailles, arguant que la formulation et l'acceptation des droits de l'homme devraient être au premier plan de ces objectifs,. Le Times décline cette proposition, mais le Daily Herald accorde à Wells une page par jour pendant un mois pour héberger la discussion. Le travail de Wells dans le Daily Herald lui servira de base à sa déclaration des droits de l'homme dans son essai.

## Publication
Le Nouvel Ordre mondial est publié en janvier 1940 par Secker & Warburg à Londres et par Alfred A. Knopf à New York,. À partir de novembre 1939, avant sa publication officielle, le magazine The Fortnightly Review (en) avait commencé à publier le livre en quatre versements mensuels, se terminant en février 1940. Le Nouvel Ordre mondial sera réédité en 1942 en étant relié à un autre livre de Wells, Le Destin d'Homo Sapiens (The Fate of Homo Sapiens) sous le nouveau titre : The Outlook for Homo Sapiens (Les Perspectives pour Homo Sapiens).

## Contenu et découpage
L'ouvrage se compose des douze chapitres suivants : 
1. La fin d'une époque (The End of an Age)
2. Conférence ouverte (Open Conference)
3. les forces perturbatrices (Disruptive Forces)
4. Guerre de classe  (Class-War)
5. Jeunesse inexpérimentée (Unsated Youth)
6. Inévitable socialisme (Socialism Unavoidable)
7. Fédération (Federation)
8. Le nouveau type de révolution (The New Type of Revolution)
9. Politiques pour l'homme sain (Politics for the Sane Man)
10. Déclaration des Droits de l'homme (Declaration of the Rights of Man)
11. Politiques internationales (International Politics)
12. Ordre mondial en devenir (World Order in Being)

## Synopsis
Le début de l'essai définit comme objectif de fournir un « noyau d'informations utiles à ceux qui doivent continuer à instaurer la paix dans le monde ». Après quoi, Wells admet que ceux de sa génération « pensaient que la guerre était en train de s'éteindre ». Selon lui, les « forces perturbatrices » se développaient dans la société civilisée, mais dans les années précédant la Première Guerre mondiale, ces forces opéraient en marge de la civilisation,. Ces forces, qui  comprenaient la course aux armements, des tensions économiques, des bouleversements sociaux et le maintien de l'équilibre des pouvoirs préexistant,, ont provoqué la Première et la Seconde Guerre mondiale et sont les symptômes d'un patriotisme et d'un esprit d'entreprise étroitement liés au système mondial. Une révolution doit donc se produire  pour remplacer le système mondial, faute de quoi l'humanité est menacée d'extinction.
Plus loin l'auteur insiste sur le fait que « liberté d'expression et publications vigoureuses » sont à l'avant-garde du travail en faveur de la paix mondiale,. Le conditions de guerre conduisent à la suppression de la liberté d'expression, ce qui nuit à son souhait d'un « grand débat mondial »,. Pour Wells, une discussion libre et ouverte sur la reconstruction de l'ordre d'après-guerre est « quelque chose de bien plus important que la guerre ». Wells rappelle ensuite que les innovations technologiques ont provoqué « l'abolition de la distance » et un changement dans l'échelle de production dans la société moderne,. Ces faits nouveaux de la vie globale ont rencontré un mode de pensée dépassé, conduisant à une destruction inutile de la vie économique, sociale et biologique,. Wells poursuit en affirmant que l'ère des nations est obsolète et que seule une « consolidation rationnelle des affaires humaines » garantira la survie de l'humanité,,. Avant d'aller plus loin dans son argumentation, Wells distingue sa vision de la collectivisation mondiale du marxisme et du communisme soviétique,. Il définit d'abord la collectivisation en ces termes :
« Collectivisation means the handling of the common affairs of mankind by a common control responsible to the whole community. It means the suppression of go-as-you-please in social and economic affairs just as much as in international affairs. It means the frank abolition of profit-seeking and of every device by which human beings contrive to be parasitic on their fellow man. It is the practical realisation of the brotherhood of man through a common control. »
« La collectivisation signifie la gestion des affaires communes de l'humanité par un contrôle commun responsable devant l'ensemble de la communauté. Elle signifie la suppression du « chacun pour soi » dans les affaires sociales et économiques tout autant que dans les affaires internationales. C'est l'abolition pure et simple de la recherche du profit et de tous les moyens par lesquels les êtres humains s'arrangent pour parasiter leurs semblables. C'est la réalisation pratique de la fraternité humaine par le biais d'un contrôle commun. »
Dans le cas du système politique soviétique, Wells soutient que sous cette forme, le socialisme ne respecte pas la liberté individuelle, : les Soviétiques ont oublié que « plus les choses sont collectivisées, plus un système juridique incarnant les droits de l'homme est nécessaire »,. Le concept marxiste de conflit de classes, poursuit-il, est « un nœud inextricable et une perversion de la tendance mondiale vers un collectivisme mondial ». Plus loin, Wells s'attaque au Vatican pour son opposition au socialisme et à la liberté d'expression,. Il critique également la proposition de fédération mondiale de Clarence K. Streit, arguant qu'elle « semble désespérément vague, […] confuse et […] optimiste »,. Le déclenchement de la guerre, dit-il plus loin, est en train d'instaurer le socialisme à travers le monde. Selon lui, le processus historique produit des changements dans la société sans intervention révolutionnaire, citant l'exemple de la Grande-Bretagne, en affirmant qu'elle est « effectivement devenue socialiste en quelques mois ». À partir de là, Wells commence à formaliser la manière de parvenir à la collectivisation des affaires du monde :
« The new and complete Revolution can be defined in a very few words. It is (a) outright world-socialism, scientifically planned and directed, plus (b) a sustained insistence upon law, law based on a fuller, more jealously conceived resentment of the personal Rights of Man, plus (c) the completest freedom of speech, criticism and publication, and sedulous expansion of the educational organisation to the ever-growing demands of the new order. »
« La révolution, neuve et totale peut se définir en très peu de mots. C'est (a) un socialisme mondial pur et simple, scientifiquement planifié et dirigé, plus (b) une insistance soutenue sur le droit, un droit fondé sur le sentiment plus complet et plus jaloux des droits humains de chaque individu, plus (c) la liberté la plus complète d'expression, de critique et de publication, et l'expansion sélective de l'organisation de l'éducation pour répondre aux exigences toujours croissantes de l'ordre nouveau. »
Pour protéger la liberté individuelle dans le cadre du socialisme mondial, un certain nombre de droits humains fondamentaux doit devenir loi universelle et constituer le principal motif des négociations de paix à la fin de la guerre . Sa version de Déclaration des droits de l'homme comprend les dix droits fondamentaux suivants :
1. le droit à l'alimentation ;
2. le droit à l'éducation ;
3. le droit à être rémunéré dans une profession de son propre choix ;
4. le droit à l'échange ;
5. le droit à la protection juridique ;
6. le droit à la libre circulation ;
7. le droit à ne pas être emprisonné injustement ;
8. le droit d'être libéré de toute accusation infondée susceptible de causer de la détresse ou préjudice physique ;
9. le droit à ne pas subir de torture ;
10. le droit d'être soumis aux lois universelles des droits de l'homme[41].

Wells conclut que la refonte de l'ordre mondial sera semblable au processus à l'œuvre dans les sciences et les inventions :
« There will be no day of days then when a new world order comes into being. Step by step and here and there it will arrive, and even as it comes into being it will develop fresh perspectives, discover unsuspected problems and go on to new adventures. No man, no group of men, will ever be singled out as its father or founder. For its maker will be not this man nor that man nor any man but Man, that being who is in some measure in every one of us. World order will be, like science, like most inventions, a social product, an innumerable number of personalities will have lived fine lives, pouring their best into the collective achievement. »
« Un nouvel ordre mondial ne se produira pas du jour au lendemain. Il arrivera pas à pas, ici et là, et au fur et à mesure qu'il naîtra, il développera de nouvelles perspectives, découvrira des problèmes insoupçonnés et se lancera dans de nouvelles aventures. Aucun homme, aucun groupe d'hommes ne sera jamais désigné comme son père ou son fondateur. Car son créateur ne sera ni celui-ci, ni celui-là, ni aucun individu en particulier, mais l'Homme, cet être qui, dans une certaine mesure, est en chacun de nous. L'ordre mondial sera, comme la science, comme la plupart des inventions, un produit social ; un nombre incalculable de personnalités auront vécu de belles vies, donnant le meilleur d'elles-mêmes à l'accomplissement collectif. »

## Réception et critiques
Pour le poète T. S. Eliot, Le Nouvel Ordre mondial est révélateur d'un sursaut de la carrière de H. G. Wells dans le discours public. Eliot réagit à la fin de la publication de l'essai en série dans The Fortnightly Review (en) par un article pour le New English Weekly (en), dans lequel il compare Wells à Winston Churchill, notant que les deux hommes avaient retrouvé le « lustre d'importance » (« glare of prominence ») qu'ils avaient connu autrefois dans leurs carrières respectives. Malgré cet hommage, Eliot, termine ses remarques en soulignant que Wells « marche très près du bord du désespoir » en voulant un changement rapide.
William Inge (en), un prêtre anglais et adversaire rapproché de Wells,  rédige une critique du Nouvel Ordre mondial dans la revue scientifique Nature. Pour Inge, la vision utopique de Wells dans Le Nouvel Ordre mondial est « totalement irréalisable », mais il admire « le désir sincère de Wells d'un monde meilleur ». Inge est d'accord avec Wells sur le fait que le « nationalisme frénétique » représente un grand danger pour l'Europe et que la guerre qui engloutit l'Europe est une « folie ruineuse ». Cependant, malgré ces accords sur la Seconde Guerre mondiale, Inge continuerait à critiquer Le Nouvel Ordre mondial pour avoir épousé un « collectivisme fabien » qui éteindrait « les passions et les instincts les plus forts de la nature humaine ». Pour Inge, Wells ferait montre de trop de sympathie envers les causes socialistes, faisant remarquer que Wells « voit rouge » lorsqu'il s'agit de confronter sa pensée avec l'élite de la société,. Enfin, bien qu'Inge soit un prêtre anglican, il défend l'Église catholique romaine contre les critiques de Wells selon lesquelles l'Église serait anti-révolutionnaire.
Le politologue américain Charles E. Merriam est l'auteur d'une revue du Nouvel Ordre mondial, qui « vaut la peine d'être examiné ». Il note les « bonnes intentions » de Wells pour la rédaction d'un ensemble de droits de l'homme dans le livre, mais « déplore que son exécution soit quelque peu faible », insistant sur le fait que les experts politiques devraient cultiver un « esprit wellsien plus audacieux et plus aventureux » pour résoudre « le grand problème de la modernisation de larges pans de nos institutions sociales qui exigent désormais une reconsidération et un réajustement intelligents ».
Le Times Literary Supplement (TLS) fait remarquer que si Le Nouvel Ordre mondial vise à apporter des solutions aux problèmes contemporains, alors le livre « peut sembler ringard ». L'analyse faite par Wells des problèmes mondiaux est louée, mais ses recommandations pour résoudre ces problèmes sont « si générales et vagues qu'elles sont de peu d'utilité pratique ». En outre, toujours selon le TLS, même si le livre visait à proposer des solutions aux problèmes mondiaux, ce que Wells a involontairement fourni est en fait « une attitude d'esprit à adopter si l'on veut que la recherche d'un remède réussisse ». Pour le TLS, Le Nouvel Ordre mondial décrit « simplement une autre utopie » qui « maintient vivant la vision et le rêve » de parvenir à la paix mondiale par « la destruction de l'épée ».
L'un des critiques les plus sévères de l'idée d'État mondial de HG Wells fut l'auteur britannique George Orwell. Bien qu'il envisage lui aussi des alternatives socialistes au climat politique qu'ils ont en commun, Orwell déplore le manque d'intérêt de Wells pour les réalités politiques. Il tourne en dérision l'idéalisme de Wells dans son essai Wells, Hitler and the World State publié en 1941 dans la revue Horizon (en) : « À quoi bon souligner qu'un État mondial est souhaitable ? Ce qui compte, c'est qu'aucune des cinq grandes puissances militaires ne songerait à se soumettre à une telle chose. » Un autre point de discorde pour Orwell est le rôle de la science dans l'État mondial de Wells. Selon lui, Wells confond progrès scientifique et progrès des valeurs sociétales. Pour Orwell, il s'agit d'un défaut dans la pensée qui rend difficilement compatibles l'ordre, la planification et les encouragements scientifiques, également prônés par l'Allemagne nazie, et sa vision d'un État mondial dirigé par une élite scientifique.
En 2017, Or Rosenboim, historienne à l'École des Arts et des Sciences Sociales de la Ville de l'Université de Londres, réévalue la conception de Wells de l'ordre mondial dans un ouvrage intitulé The Emergence of Globalism: Visions of World Order in Britain and the United States, 1939-1950 (L'émergence de la globalisation : visions de l'ordre mondial en Grande-Bretagne et aux États-Unis de 1939 à 1950). L'autrice y observe que Le Nouvel Ordre mondial de Wells était « limité par une conception conservatrice de l'État » et « fondé sur une conception moniste de l'ordre ». Elle ajoute : « sous les auspices de l'universalité de la science, l'État mondial étendrait à l'échelle mondiale l'expérience historique spécifique de la civilisation occidentale, ne laissant aucune place à la diversité, au pluralisme ou à la dissidence ».

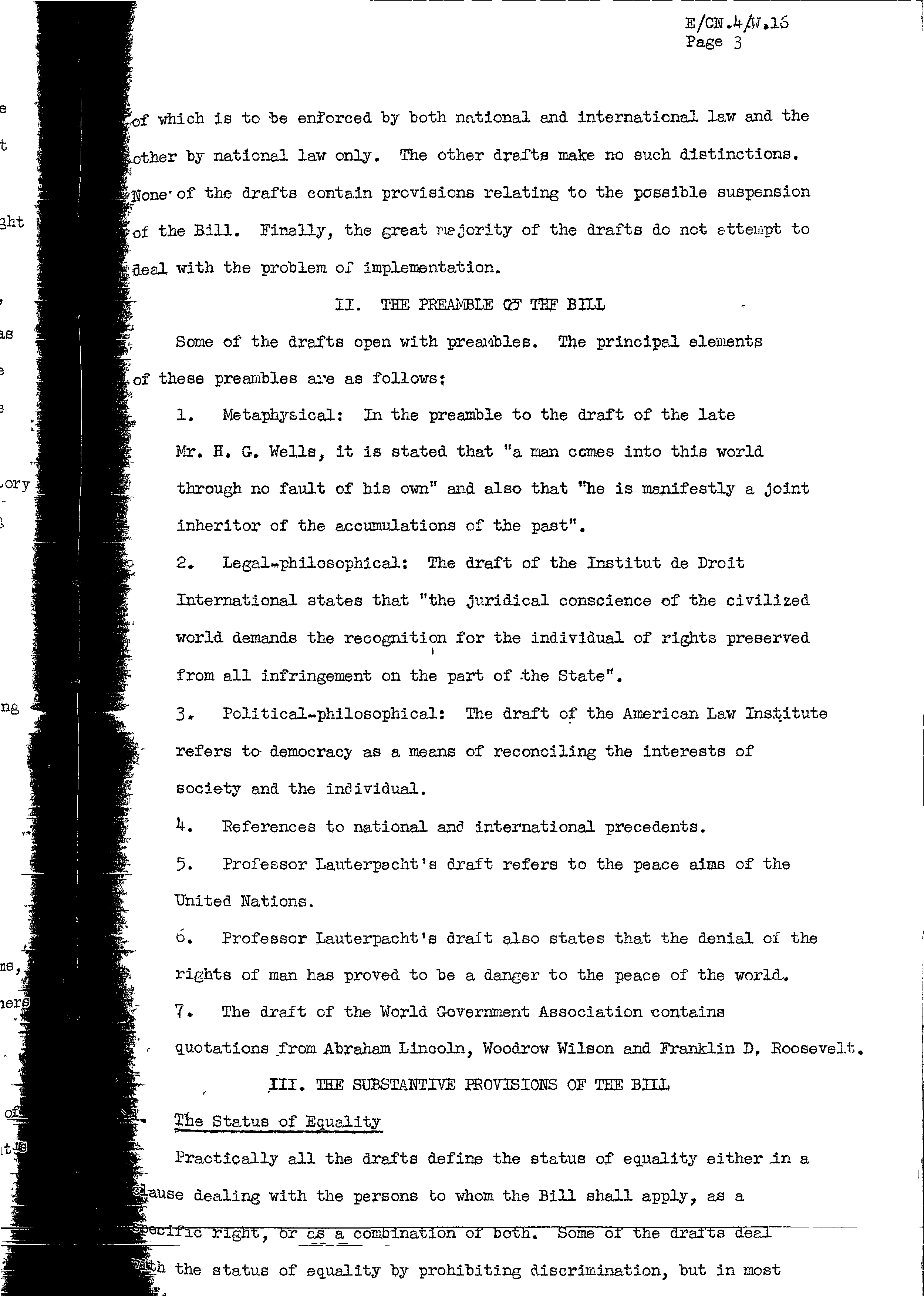
La troisième page du document « Analyse de divers projets de déclaration internationale des droits », mené en 1947 par la Commission des droits de l'homme des Nations unies. Le document indique que le préambule de Wells à sa déclaration pourrait servir d'inspiration métaphysique pour le préambule de la DUDH.

## Influence sur la Déclaration universelle des droits de l'homme (1948)
Le Nouvel Ordre mondial est l'un des dix-huit textes consultatifs ayant été utilisés pour préparer le premier projet de Déclaration universelle des droits de l'homme (DUDH),. La Commission des droits de l'homme des Nations unies (CDHNU) note que le préambule de la déclaration de Wells au chapitre 10 du Nouvel Ordre mondial constitue un point d'intérêt « métaphysique » pour la rédaction du préambule de la DUDH. Plus précisément, la CDHNU relève les expressions « un homme vient au monde sans faute de sa part » et « il est manifestement un héritier commun des accumulations du passé »,,.
Des universitaires ont suggéré que c'est l'ensemble des efforts de Wells, tant pour rédiger que pour propager des textes sur les droits de l'homme, comme Le Nouvel Ordre mondial, qui devait être pris en compte pour mesurer son influence sur la DUDH,. L'avocat australien des droits de l'homme Geoffrey Robertson estime dans son livre Crimes Against Humanity: The Struggle for Global Justice que Wells a été le principal revitalisateur de la promotion des droits de l'homme au XXe siècle,. L'universitaire socialiste Peter Richie-Calder, qui a travaillé avec Wells au sein du comité Sankey, déclare quant à lui que la DUDH « contient la substance et le sens du débat lancé par Wells »,.

## Éditions

### Éditions anglophones
- (en) The New World Order, Londres, A.A. Knopf, 1940, 143 p. (présentation en ligne)
- (en) The New World Order, Londres, Filiquarian Publishing, LLC, 2007, 144 p. (ISBN 1599867273 et 9781599867274, présentation en ligne)
- (en) The New World Order : Whether It Is Attainable, How It Can Be Attained, and What Sort of World a World at Peace Will Have to Be, CreateSpace Independent Publishing Platform, 2016, 140 p. (ISBN 153691746X et 9781536917468, présentation en ligne)
- (en) The New World Order, LULU Press, 2022, 186 p. (ISBN 1435788486 et 9781435788480, présentation en ligne)
- (en) The New World Order  (préf. Constantin von Hoffmeister), Legend Books Sp. Z O.O., 15 novembre 2022, 128 p. (ISBN 8367583124 et 9788367583121, présentation en ligne)

### Traductions
En français
- H. G. Wells (trad. de l'anglais par Fabien de Troie), Le Nouvel Ordre mondial : s'il est atteignable, comment il peut être atteint et de quelle sorte doit être un monde en paix, Éditions du Rubicon, 1er janvier 2018, 147 p. ; rééd. Culture & Racines, 175 p., 2021  (ISBN 978-2491861179).

En allemand
- (de) H. G. Wells (trad. de l'anglais par Konrad Schwarzschildt), Die Neue Weltordnung : Ob sie erreichbar ist, wie sie erreicht werden kann und wie eine Welt in Frieden aussehen muss, Libell, 1er juillet 2018, 147 p.

En espagnol
- (es) H. G. Wells (trad. de l'anglais par J. J. Bernier), El Nuevo Orden Mundial, 19 janvier 2021, 124 p. (ISBN 9798597112312)